# Polyrhachis beauforti
Polyrhachis beauforti é uma espécie de formiga do gênero Polyrhachis, pertencente à subfamília Formicinae.